# The best of Piet Veerman
The best of Piet Veerman is een verzamelalbum van Piet Veerman uit 1993. Het album behaalde goud en stond 19 weken in de Album Top 100 met nummer 20 als hoogste notering.

## Nummers
| Nummer | Naam                                          | Geschreven door                                                | Duur |
| ------ | --------------------------------------------- | -------------------------------------------------------------- | ---- |
| 1.     | Free                                          | Ellert Driessen                                                | 4:11 |
| 2.     | Beyond all time                               | Bruce Smith, Francesco De Gregori, Piet Veerman en Zucchero    | 5:04 |
| 3.     | Arms of Mary                                  | Iain Sutherland                                                | 3:00 |
| 4.     | Follow me                                     | Hal Shaper, Herbert Kretzmer en Joaquín Rodrigo                | 7:06 |
| 5.     | Garden of love                                | Chris Howse en Gerard Stellaard                                | 4:29 |
| 6.     | Morning rhyme                                 | Piet Veerman                                                   | 4:09 |
| 7.     | My special prayer                             | Wini Scott                                                     | 3:02 |
| 8.     | Cry of freedom                                | Giuseppe Verdi, Bruce Smith en Piet Veerman                    | 4:22 |
| 9.     | Hélène                                        | Bruce Smith, Piet Veerman, Roch Voisine en Stéphane Lessard    | 3:36 |
| 10.    | Sailin' home                                  | Đorđe Novković, Marina Tucaković, Alan Parfitt en Piet Veerman | 4:38 |
| 11.    | Hard way of livin'                            | Piet Veerman                                                   | 4:14 |
| 12.    | When you walk in the room (met Anny Schilder) | Jackie DeShannon                                               | 3:35 |
| 13.    | Good year for the roses                       | Jerry Chesnut                                                  | 3:22 |
| 14.    | A new tomorrow                                | Alan Parfitt, Gerard Stellaard en Piet Veerman                 | 3:23 |
| 15.    | Walking together                              | Bruce Smith en Gerard Stellaard                                | 4:37 |
| 16.    | Vaya con Dios                                 | Larry Russell, Inez James en Buddy Pepper                      | 3:49 |